# Lily Maria Ehnborg
Lily Maria Malmgren Ehnborg, född den 28 februari 1925 i Linköping, död den 4 augusti 2018, var en svensk konstnär.
Ehnborg studerade vid Konstfackskolan i Stockholm 1946–1950 samt under ett antal studieresor utomlands. Hon medverkade i Nationalmuseums utställning Unga tecknare 1952 samt i ett flertal samlingsutställningar med olika konstnärsgrupper. Separat ställde hon ut i bland annat Östersund, Nacka och Stockholm. Hennes tidiga konst består av motiv från naturen i olja eller akvarell men har på senare i sin karriär också övergått till en friare teknik som collage och miniinstallationer.